# Велика Хрватска
Велика Хрватска је националистички политички концепт који тежи ка проширењу граница Хрватске и обухватању свих Хрвата, као и сродних народа које хрватски националисти желе да асимилују, у оквир једне државе, а такође и припајању Хрватској територија, које су, према виђењу хрватских националиста, „историјски хрватске“ по концепту „историјског права Хрвата“, односно „хрватског државног и природног права“. Према концепту Велике Хрватске, у састав овакве државе би, поред територије данашње Хрватске, ушла и цела Босна и Херцеговина, као и дијелови Србије и Црне Горе, односно подручја у којима су етнички Хрвати мањина у односу на Србе, Бошњаке и Црногорце.

## Историјски узори

### Средњовековно Хрватско краљевство
Првобитна средњовековна Хрватска кнежевина је обухватала приморске крајеве од средње Далмације до Истре, а укључивала је и Лику, као и део западне Босне.
У вријеме краља Томислава (око 910-930), Хрватска држава је обухватала већи део подручја данашње Хрватске (без западне и средње Истре, Међимурја, источне Славоније, Барање, јужне Далмације, као и неких острва), а укључивала је и подручје западне Босне до линије уливања ријеке Босне у Саву - острво Брач.
Године 1097. долази до битке на Гвозду (Петрова гора), у којој угарски краљ Коломан побјеђује хрватског краља Петра Свачића. Хрватско племство затим Коломана крунише 1102. за краља Хрватске и Славоније. У замјену, он обећава ослобађање од пореза, племићке повластице и одржавање рада хрватског сабора. Хрватска тиме престаје постојати као независна држава, али задржава нека обиљежја државности у оквиру Угарске.
Након османске победе над Угарском у 16. веку, Хрватска улази у састав Хабзбуршке монархије, а даљим османским напредовањем, територија Хрватске до краја 16. века бива сведена на део подручја данашње централне Хрватске.
Једина хрватска етничка територија која је постала дио Османског царства носи историјско име Турска Хрватска.

## Развој великохрватске идеје

### Ширење Хабзбуршке монархије
Крајем 17. и у првој половини 18. века, Хабзбуршка монархија је успоставила контролу над Славонијом и Сремом, којима је пре тога управљало Османско царство. На том подручју је формирана хабзбуршка територија под називом Краљевина Славонија, у којој је заведена цивилно-војна управа. Средином 18. века, у северним деловима Славоније и Срема се уводи цивилна управа и организују се жупаније, а сама Краљевина Славонија бива политички укључена у састав хабзбуршке Хрватске и хабзбуршке Угарске. Јужни делови Славоније и јужни и источни делови Срема остају под војном управом у саставу реорганизоване Војне крајине, која је чинила посебну хабзбуршку територију, одвојену од Хрватске. У саставу Војне крајине су били и делови данашње централне Хрватске - Лика, Кордун, Банија, итд.
Након претварања Хабзбуршке монархије у Аустроугарску 1867. године, Краљевина Хрватска-Славонија је дефинисана као аутономна краљевина у угарском делу монархије. Укидањем Војне крајине (закључно са 1882. годином), западни делови ове територије такође улазе у састав Краљевине Хрватске-Славоније, која је тада обухватала највећи део данашње централне Хрватске, целу Славонију и цео Срем. У састав Краљевине Хрватске-Славоније није укључен град Ријека, који је имао посебан статус у оквиру Угарске. Поред тога, након успостављања контроле над Далмацијом и Босном и Херцеговином, Хабзбуршка монархија је ова подручја организовала као посебне територије, Краљевину Далмацију и Кондоминијум Босну и Херцеговину, које нису биле политички повезане са Хрватском-Славонијом. Територијално претендујући на Далмацију, Хрвати су употребљавали термин "Троједница" односно "Троједна краљевина Хрватска, Славонија и Далмација", желећи тиме да имплицирају да је и Далмација „део Хрватске“ иако то она, према политичко-територијалном устројству Хабзбуршке монархије, није била.

### Идеја Велике Хрватске у оквиру Аустроугарске
Још 1862. године у Загребу је штампана карта са називом „Хисторички земљовид старе цјелокупне Краљевине Хрватске са означењем границах сада обстојећих покрајинах“. На тој карти су „старој цјелокупној Краљевини Хрватској“ придружене на само Војна крајина и Краљевина Далмација (тада посебне хабзбуршке територије), већ и цела Босна и Херцеговина (тада део Османског царства), а такође и Црна Гора и део Новопазарског санџака.
Док су српски политичари, готово без изузетака, сматрали да се Велика Србија може створити само по цену распада Аустроугарске, хрватски су углавном сматрали да се Велика Хрватска може остварити само у оквиру Аустроугарске. Из тог разлога долази до сукоба између Срба и Хрвата поводом аустријске Анексије Босне и Херцеговине. Срби су анексију схватили као пораз своје националне идеје и као удар на српство, док су Хрвати ово сматрали великим успехом хрватске националне идеје и кораком ка остварењу Велике Хрватске. Хрвати су преузимање Босне из руку Османског царства и њено укључење у Аустроугарску сматрали веома корисним не само са хрватског, већ и са општесловенског гледишта. Стога је тадашњи хрватски национални идеолог Стјепан Радић отпутовао у Русију, где је покушао да утиче на руско јавно мњење, које је било одлучно против анексије.
Хрвати су, међутим, у оквиру Аустроугарске једино успели да издејствују прикључење Војне крајине Краљевини Хрватској-Славонији, док су Далмација и Босна и Херцеговина задржале статус посебних територија све до распада Аустроугарске 1918. године. У демографском смислу, хрватско становништво је било већинско у већем делу Далмације, али су у другим деловима Далмације (Северна Далмација, Бока которска) већину становништва чинили православни Срби, а у регији је било и Срба католика. У Босни и Херцеговини су по попису из 1910. године највећи део становништва чинили православни Срби (43,49%), потом је по бројности долазило муслиманско становништво (32,25%), док је католика било 22,87%. Поред тога, не може се рећи колико је тада код босанско-херцеговачких католика била раширена хрватска свест, с обзиром да су одређени аутори ове католике сматрали Србима, док су у самој Босни и Херцеговини ови католици називани кршћанима (хришћанима), Шокцима и Маџарима.

### Период Краљевине Срба, Хрвата и Словенаца (Југославије)
Послије колапса Аустроугарске и формирања Краљевине Срба, Хрвата и Словенаца, код франковаца долази до развоја идеја о обнови Аустроугарске, католичкој федерацији држава, дунавској федерацији и сличних, које је требало да им помогну у остварењу њихових планова Велике Хрватске. Од 1920. већина франковаца дјелује из Италије, која их због претензија на Далмацију новчано подржава и допушта оснивање њихових логора. Франковци у Краљевини СХС имају мали утицај па дјелују заједно са такозваним „Хрватским блоком“ странака на изборима.
Године 1932. др Анте Павелић објављује карту на којој су приказане границе "будуће независне хрватске државе", у чији састав је, према карти, поред подручја Хрватске, Славоније и Далмације, требало да уђу и цела Босна и Херцеговина, цео Срем и Бока которска. На летку из 1940. године, на коме је такође потписан др Анте Павелић "усташки поглавник“ и „вођа хрватског ослободилачког покрета“, границе „будуће независне државе Хрватске“ су још више проширене, тако да су, поред већ поменутих територија, у састав Хрватске укључене и Словенија, Црна Гора, Санџак, Бачка и Барања.
Формирање Бановине Хрватске 1939. године је био покушај постизања српско-хрватског компромиса у територијалном разграничењу. Иако је Бановина Хрватска углавном обухватила срезове у којима су доминирали Хрвати, у њу је укључен и један број срезова у којима су доминантни били Срби. Ови срезови са претежно српским становништвом су били лоцирани не само у централним деловима Бановине Хрватске (северна Далмација, Лика, Кордун, Банија, западна Славонија), већ и на њеној источној периферији (срезови Шид, Илок, Вуковар).

### Независна Држава Хрватска
У Другом свјетском рату, хрватске усташе преузимају власт у Загребу са њемачким одобрењем већ 10. априла 1941. године, оснивају Независну Државу Хрватску и убрзо почињу са масакрима и прогонима Срба, Јевреја и Рома (за детаље видјети чланке: Геноцид над Србима у Другом свјетском рату, Јасеновац и друге везане чланке). Усташе се приказују свом народу као ослободиоци од „великосрпске тираније“ и оснивачи нове хрватске државе послије 900 година од губитка самосталности („вјековна тежња за хрватском самосталношћу“).
У територијалном смислу, Независна Држава Хрватска је представљала остварење предратних усташких великохрватских пројеката, али не у потпуности. Поједине територије настањене Хрватима су 1941. године анектирале Мусолинијева Фашистичка Италија и Хортијева Мађарска. Насупрот томе, у оквиру Независне Државе Хрватске нашле су се територије већински настањене српским и муслиманским становништвом. Хрвати су у оквиру НДХ чинили око половине (50,78%) становништва, док је Срба било 30,65%, а муслимана 11,86%. Муслимани су проглашени Хрватима ("цвијећем хрватског народа"), док су Срби били потпуно обесправљени и изложени геноциду.
Поразом Сила Осовине у Другом светском рату, Независна Држава Хрватска престаје да постоји, а формира се нова социјалистичка Хрватска, као једна од република обновљене Југославије. За разлику од Независне Државе Хрватске, у састав социјалистичке Хрватске нису ушле Босна и Херцеговина, а ни источни и централни Срем. Међутим, прикључени су јој Барања и Међимурје, као и бивше италијанске територије у Истри и јадранском приморју.

### Споразум Павелић-Стојадиновић (1954)
Споразум Павелић-Стојадиновић је био споразум склопљен након Другог светског рата у емиграцији између усташког вође и бившег поглавника Независне Државе Хрватске Анте Павелића и српског радикалског вође и бившег председника краљевске владе Милана Стојадиновића. Потписан је крајем 1954. године у Буенос Ајресу, Аргентина. Споразум је предвиђао разбијање Федеративне Народне Републике Југославије (ФНРЈ) на три независне државе: Словенију, Хрватску и Србију. Овај нови српско-хрватски споразум је требало да замени застарели Споразум Цветковић-Мачек из 1939. године, којим је успостављена Бановина Хрватска.
| „                    | Евентуални споразум је једини начин да се коначно стане на крај међусобном уништавању ... Јер Срби и Хрвати су стотинама година живели у посебним државама и увек у најбољем пријатељству, те сам сигуран да ћемо опет бити упућени једни на друге и помагати се у одбрани заједничких интереса. | ” |
| — Милан Стојадиновић | |   |

Према овом споразуму, граница између Хрватске и Србије (од севера ка југу) је требало да прати већ постојећу границу (као компромисну) између СР Хрватске и СР Србије (САП Војводине) до реке Саве и границе са СР БиХ, а затим је требало да прати реку Саву до ушћа реке Босне у Саву, потом да иде реком Босном, па затим у продужетку линије њеног доњег тока планинским врховима до почетка доњег тока реке Неретве и потом доњим током реке Неретве до Јадранског мора. На овај начин Босанска Крајина (претежно настањена српским становништвом) је требало да припадне Хрватској, док би највећи део централне и источне Босне, источна Херцеговина и јужна Далмација припали Србији (укључујући Сарајево и Дубровник). Дубровник је био једина спорна тачка споразума. Док је Стојадиновић говорио о Дубровнику као српском, Павелић је најављивао могућност плебисцита, или самостални Дубровник. Споразум је предвиђао и мирно пресељење (уз размену имовине) свих Срба који би се затекли у границама Хрватске, као и свих Хрвата и Муслимана који би се затекли у оквиру Србије.
Споразум Павелић-Стојадиновић је произвео жестоке негативне реакције од стране хрватске емиграције, српске емиграције и Титовог комунистичког режима у Југославији. Павелић и Стојадиновић су проглашени за националне издајнике од стране усташких и четничких политичких кругова у исељењу, док је Титов југословенски режим одбацивао значај споразума, истичући да Павелић и Стојадиновић нису више представљали никога.
Овај споразум неки сматрају за „темељ о којем ће се разговарати у Карађорђеву 35 година касније“.

### Југословенски ратови
У марту 1991. године одржан је тајни састанак у Карађорђеву (Војводина, СР Србија), између председника СР Хрватске Фрање Туђмана и председника СР Србије Слободана Милошевића о тадашњој ситуацији у СФРЈ. Према више извора, на том састанку двојице председника је усмено договорена подела Босне и Херцеговине између Србије и Хрватске. Туђман и његово вођство су тражили првенствено западну Херцеговину где су Хрвати имали већину.
Уместо прикључења Хрватској, Хрвати у Босни и Херцеговини су током Босанског рата прогласили Хрватску Републику Херцег-Босну, која је углавном контролисала западни део Херцеговине и део западне Босне, као и неколико енклава и ексклава у централној Босни и Посавини. Ова хрватска република је званично укинута стварањем муслиманско-хрватске Федерације Босне и Херцеговине 1994. године.